# Talsperre Nunes
Die Talsperre Nunes (portugiesisch Barragem de Nunes) liegt in der Region Nord Portugals im Distrikt Bragança. Sie staut den Tuela, den linken (östlichen) Quellfluss des Tua zu einem Stausee auf. Die Kleinstadt Vinhais liegt ungefähr vier Kilometer westlich der Talsperre.
Die Talsperre Nunes wurde 1995 fertiggestellt.

## Absperrbauwerk
Das Absperrbauwerk ist eine Bogengewichtsmauer aus Beton mit einer Höhe von 21,5 m über der Gründungssohle (18,5 m über dem Flussbett). Die Mauerkrone liegt auf einer Höhe von 542,3 m über dem Meeresspiegel. Die Länge der Mauerkrone beträgt 65,5 m. Die Staumauer verfügt sowohl über einen Grundablass als auch über eine Hochwasserentlastung. Über den Grundablass können maximal 52,36 m³/s abgeleitet werden, über die Hochwasserentlastung maximal 1.350 m³/s.

## Stausee
Beim normalen Stauziel von 535,5 m (maximal 541,3 m bei Hochwasser) fasst der Stausee rund 0,138 Mio. m³ Wasser – davon können 0,098 Mio. m³ genutzt werden. Das minimale Stauziel liegt bei 532 m.

## Kraftwerk
Es sind zwei Francis-Turbinen mit einer maximalen Leistung von zusammen 9,9 MW installiert. Die durchschnittliche Jahreserzeugung liegt bei 41,56 Mio. kWh.
Das Kraftwerk ist im Besitz der Sociedade Produtora de Energia Mini-Hídrica, Lda.